# Lava Tongue Pass
Lava Tongue Pass är ett bergspass i Antarktis. Det ligger i Östantarktis. Nya Zeeland gör anspråk på området. Lava Tongue Pass ligger 1 695 meter över havet.
Terrängen runt Lava Tongue Pass är huvudsakligen bergig, men den allra närmaste omgivningen är kuperad. Trakten är obefolkad. Det finns inga samhällen i närheten. 